# Nikita Ignátiev
Nikita Alexeyevich Ignátiev –en ruso, Никита Алексеевич Игнатьев– (Novosibirsk, 21 de junio de 1992) es un deportista ruso que compite en gimnasia artística.
Ganó cuatro medallas en los Juegos Europeos de Bakú 2015 y dos medallas de oro en el Campeonato Europeo de Gimnasia Artística, en los años 2014 y 2016.

## Palmarés internacional
| Juegos Europeos    | Juegos Europeos   | Juegos Europeos   | Juegos Europeos      |
| Año                | Lugar             | Medalla           | Competición          |
| ------------------ | ----------------- | ----------------- | -------------------- |
| 2015               | Bakú (Azerbaiyán) | Medalla de oro    | Concurso por equipos |
| 2015               | Bakú (Azerbaiyán) | Medalla de plata  | Anillas              |
| 2015               | Bakú (Azerbaiyán) | Medalla de bronce | Concurso individual  |
| 2015               | Bakú (Azerbaiyán) | Medalla de bronce | Barra fija           |
| Campeonato Europeo |                   |                   |                      |
| Año                | Lugar             | Medalla           | Prueba               |
| 2014               | Sofía (Bulgaria)  | Medalla de oro    | Concurso por equipos |
| 2016               | Berna (Suiza)     | Medalla de oro    | Concurso por equipos |